# حكيم عون
حكيم عون، هو مدرب تونسي من مواليد 9 جانفي 1978 بمدينة بنقردان، وهو لاعب سابق لنادي الاتحاد الرياضي ببنقردان. يدرب حالياً نادي عفيف السعودي.

## وصلات خارجية
- صفحة حكيم عون على موقع كوووة.